# Tularosa, New Mexico
Tularosa, New Mexico (енгл. Tularosa) град је у америчкој савезној држави Њу Мексико.

## Демографија
По попису из 2010. године број становника је 2.842, што је 22 (-0,8%) становника мање него 2000. године.
| Група             | 2000.         | 2010.         |
| Белци             | 1.110 (38,8%) | 1.103 (38,8%) |
| Афроамериканци    | 25 (0,9%)     | 18 (0,6%)     |
| Азијати           | 19 (0,7%)     | 11 (0,4%)     |
| Хиспаноамериканци | 1.606 (56,1%) | 1.532 (53,9%) |
| Укупно            | 2.864         | 2.842         |